# Porc de Mourom
Le porc de Mourom est une race de porc originaire de Russie, dans la région de Mourom, près de Vladimir.

## histoire
La race est sélectionnée dans les fermes collectives des environs de Vladimir, par croisements avec le Large White lituanien et le Large White, sous la direction des généticiens A.P. Redkine et I.A. Savitch. Elle est reconnue officiellement en 1957. Elle atteint 56 000 têtes en 1960, mais décroît drastiquement après la chute de l'URSS. Le mourom est proche du Large White par sa conformation et sa constitution. Il sert dans la sélection de sujets plus grands et afin d'améliorer la qualité de la viande d'autres races.

## Description
Le mourom est un cochon blanc plutôt massif. Le verrat atteint 314 kg au bout de trente-six mois. Il mesure 182 cm de longueur. La truie quant à elle atteint 257 kg pour un corps long de 167 cm. Cette race atteint 100 kg au bout de 200 jours. Il a une graisse dorsale de 26 à 27 mm, une longueur de carcasse de 98 à 99 cm et un poids de jambon de 10,8 kg.